# Добра (Свентокшиське воєводство)
Добра (пол. Dobra) — село в Польщі, у гміні Сташув Сташовського повіту Свентокшиського воєводства.
Населення — 261 особа (2011).
У 1975-1998 роках село належало до Тарнобжезького воєводства.

## Демографія
Демографічна структура на день 31 березня 2011 року:
|          | Загалом | Допрацездатний вік | Працездатний вік | Постпрацездатний вік |
| -------- | ------- | ------------------ | ---------------- | -------------------- |
| Чоловіки | 137     | 27                 | 94               | 16                   |
| Жінки    | 124     | 23                 | 67               | 34                   |
| Разом    | 261     | 50                 | 161              | 50                   |